# San Juan del Río (estación)
San Juan del Río será una estación del Tren Ciudad de México-Querétaro que estará ubicada cerca de la empresa Kimberly Clark en San Cayetano, en el municipio de San Juan del Río, Querétaro. Fue anunciado por Claudia Sheinbaum el 27 de abril de 2025, como parte de los planes nacionales de infraestructura ferroviaria del 2018 al 2050.